# Јанез Вајкард Валвазор
Барон Јанез Вајкард Валвазор (словен. Janez Vajkard Valvasor) је био крањски племић, географ, историчар, етнограф, сликар и члан Краљевског друштва.

## Биографија
Рођен је на Старом Тргу у Љубљани од оца Вартоломеја Валвазоруа и мајке Ана-Марије Раубер. Потомак је старе племићке породице из Бергама,данашња Италија. Валвазори су били власници Гамберка и Медија у Излакама, где је млади Валвазор проводио детињство заједно са шеснаесторо браће и сестара.
Завршио је језуитску гимназију у Љубљани. По тадашњој племићкој навици, знање је стицао на путовањима (Свето Римско царство, Африка, Краљевина Француска, Стара Швајцарска конфедерација) и у војсци. Од 1663. до 1664. учествовао је и у борбама против Турака. Вратио се 1672. и купио град Богеншперк, Црни поток, разрушени Лихтенберг и кућу у Љубљани. Исте године се оженио с Аном Максимилино. Имао је једанаесторо деце, али их је петоро умрло на рођењу. Јанез је преминуо у 52. години живота у Кршком. Сахрањен је у породичној гробници на Излакама.

## Рад
Упркос војничком позиву, свој живот је провео као научник. Нарочито је истраживао дежелу Крањску - средишњи део данашње Словеније.
Притом је написао опсежна дела и био један од првих картографа у Словенији. Отворио је прву бакроштампарију у Словенији и имао је своју графичку радњу. Оставио је иза себе велику библиотеку колекција и дела. Трошкови које је имао као научник, истраживач превазилазили су његове материјалне могућности, па је већину од својих материјалних добара морао да распрода 1692.
Проучавање Церкнишког језера
Истраживање Церкнишког језера био је Валвазорјев главни истраживачки рад. То језеро је периодично пресушивало и било је пуно разних теорија о том феномену. Дужим просматрањем настао је и опис тог феномена у 4. глави Славе војводине Крањске. То му је донело и једино признање у животу, 1687. је био изабран за члана енглеског Краљевског друштва у Лондону а радови су му превођени.
Слава војводине Крањске
Књига Слава војводине Крањске представља његово најзначајније дело. Издана је у Нирнбергу 1689. и написана је на немачком језику, да би била разумљивија ширим масама. Сакупио је податке који су били веома важни за приказ живота у данашњој Словенији током  17.-ог века. Са тиме је желео представити данашњу Словенију (које је у то време била под влашћу Аустрије) странцима. Књига је доста опсежна са 15 глава и 3.532 странице и вредним цртежима. Упркос слави књиге, зараде на њој није имао.

## Дела
- Dominicæ passionis icones, 1679, reprint 1970.
- Topographia arcium Labergianarum id est arces, castella et dominia in Carniolia habita possident comites a Lamberg; Bagenspergi (Bogenšperg), 1679, reprint 1995.
- Topographia Archiducatus Carinthiæ antiquæ & morenæ completa: Das ist Vollkommene und gründliche Land - Beschreibung des berühmten Erzherzogtums Kärndten; Нирнберг 1688.
- Opus insignium armorumque...; (1687.-1688)
- Die Ehre dess Hertzogthums Crain: das ist, Wahre, gründliche, und recht eigendliche Belegen- und Beschaffenheit dieses Römisch-Keyserlichen herrlichen Erblandes; Laybach (Љубљана) 1689.